# Rinascimento del Weser

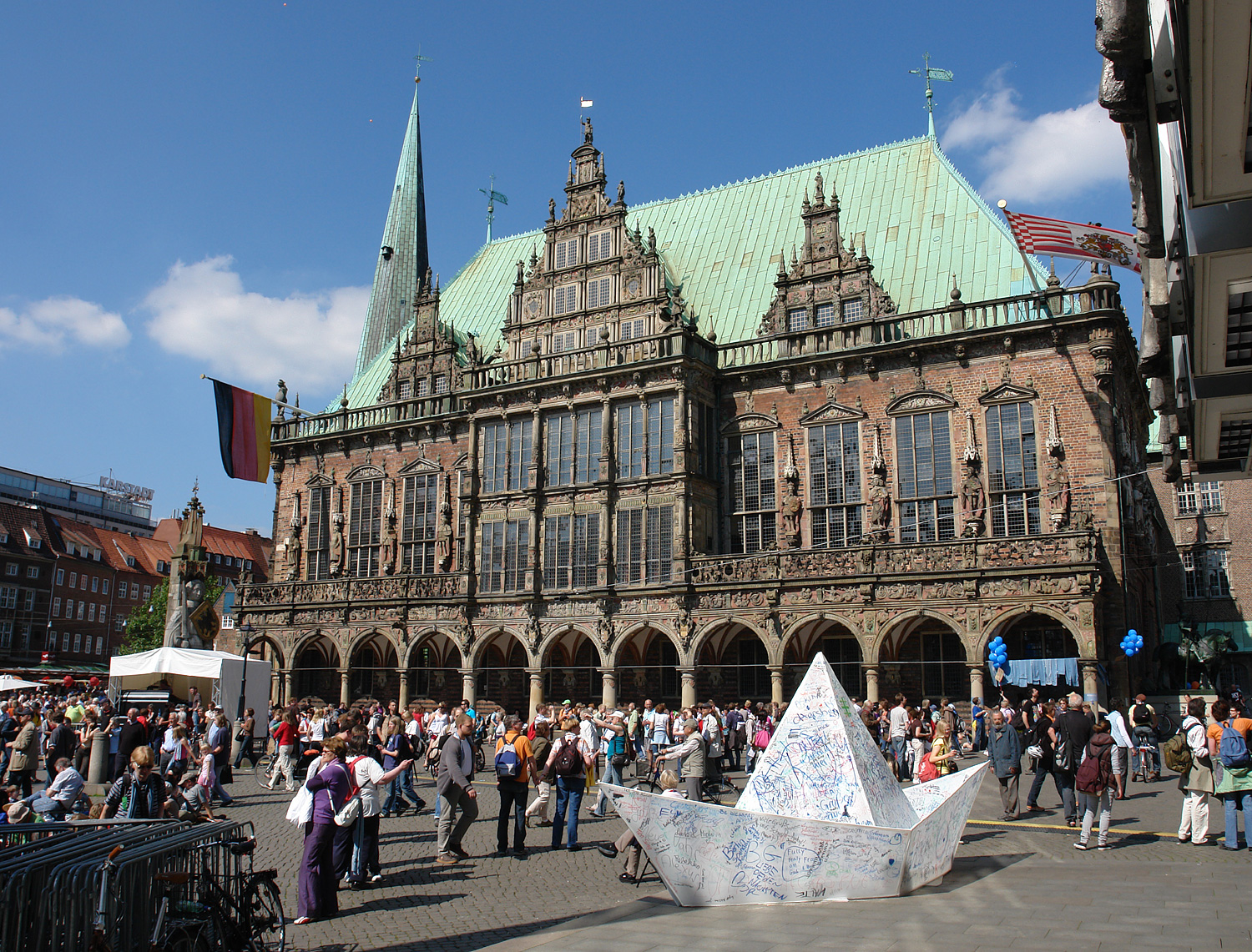
La facciata del Municipio di Brema, costruita secondo lo stile conosciuto come "Rinascimento del Weser"

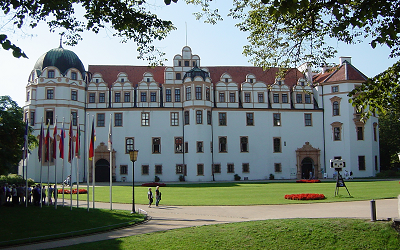
La facciata del Castello di Celle, che rispecchia lo stile del Rinascimento del Weser

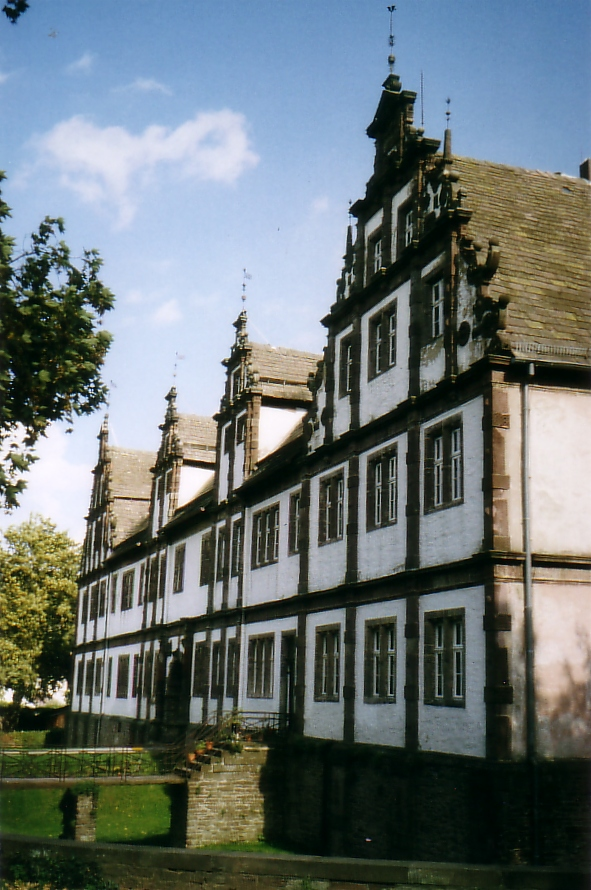
Il Castello di Bevern

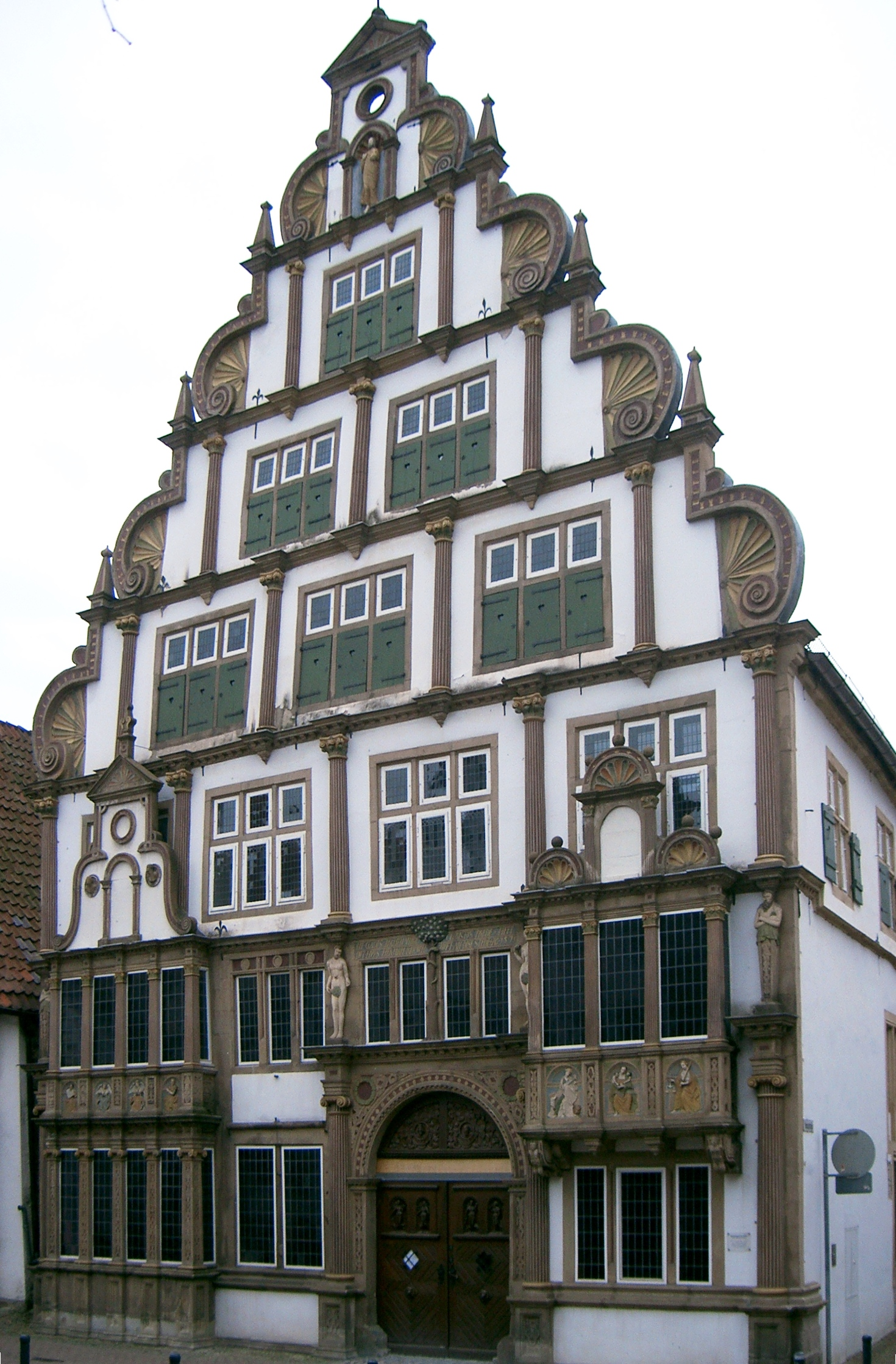
La Hexenbürgermeisterhaus di Lemgo

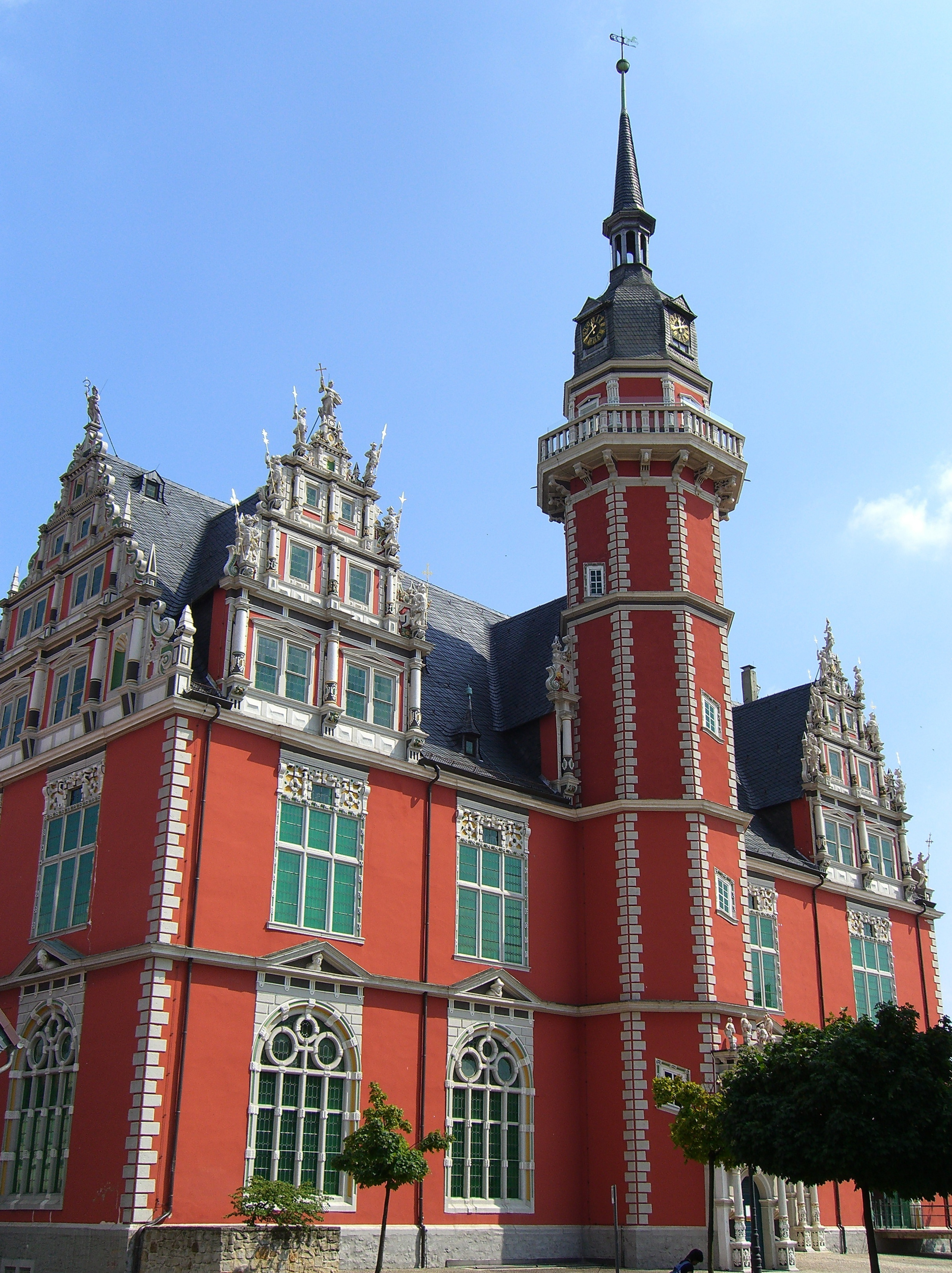
Lo Juleum di Helmstedt

Il termine "Rinascimento del Weser" (in lingua tedesca: Weser-Renaissance o Weserrenaissance)  fa riferimento ad un particolare stile architettonico tardo-rinascimentale, tipico della Germania nord-occidentale (Brema, Bassa Sassonia e Vestfalia e zone limitrofe), dov'era in auge tra il 1520 e il 1640.
Prende il nome dal Weser (il fiume che scorre da Hann. Münden, in Bassa Sassonia, fino a Bremerhaven, nello Stato di Brema, e che attraversa anche la città di Brema), in quanto proprio da questo fiume veniva estratta l'argilla utilizzata per costruire gli edifici. Il termine fu coniato nel 1912 da Richard Klapheck.
Lo stile, che combina elementi del Rinascimento italiano ad elementi del Rinascimento dell'Europa occidentale, si caratterizza per l'ampio uso di frontoni, pinnacoli, sporti, ecc. e fu utilizzato soprattutto per la costruzione di edifici pubblici (castelli, municipi, ecc.).
Tra i monumenti più famosi in questo stile, vi è il Municipio di Brema, incluso dall'UNESCO nel patrimonio mondiale dell'Umanità.
Tra l'inizio della Riforma e la Guerra dei Trent'anni la regione del Weser conobbe un boom edilizio, in cui il Weser, svolgendo un ruolo significativo nella comunicazione del commercio e delle idee, si limitò a definire l'estensione nord-sud di una regione culturale che si estendeva a ovest fino alla città di Osnabrück e a est fino a Wolfsburg. I castelli, i manieri, i municipi, le abitazioni e gli edifici religiosi del periodo rinascimentale si sono conservati in una densità insolitamente elevata, perché l'economia della regione si è ripresa solo lentamente dalle conseguenze della Guerra dei Trent'anni e non erano disponibili i mezzi per una trasformazione barocca come quella che si è verificata in una certa misura nella Germania meridionale.

## Denominazione
Il termine, coniato intorno al 1912 da Richard Klapheck, suggerisce che il Rinascimento lungo il Weser abbia sviluppato in modo indipendente un proprio stile distinto. Max Sonnen, che utilizzò il termine appena coniato nel 1918 nel suo libro "Die Weserrenaissance", classificò gli edifici, senza tener conto delle circostanze del loro contesto storico, ma da una prospettiva puramente formale, al fine di ricavare una storia dello sviluppo dello stile. La nozione di rinascimento regionale nel senso di un fenomeno culturale autonomo si basava su una mentalità nazionalistica sorta dalla fine del XIX secolo, in cui anche le cose provinciali avevano il loro posto nella definizione dell'identità ( come ad esempio l'architettura romanica renana o sassone).
Nel 1964, Jürgen Soenke e il fotografo Herbert Kreft presentarono un inventario degli edifici rinascimentali, anch'esso intitolato "Die Weserrenaissance". Nelle osservazioni conclusive si legge che: "Questa architettura è radicata nel paesaggio in cui si trova. È popolare perché coloro che l'hanno creata [...] provengono dal popolo. Il Rinascimento del Weser è, semplicemente, arte popolare. Per Soenke, dietro le sue caratteristiche comuni si nascondeva un'evoluzione autoctona dello stile architettonico. Il suo lavoro, apparso in sei edizioni fino al 1986, ha contribuito a dare a questo concetto storico-artistico un livello di popolarità che è andato ben oltre il regno degli specialisti ed è diventato una sorta di marchio popolare."
Il termine Weser Renaissance ha ottenuto un riconoscimento internazionale grazie a Henry-Russel Hitchcock, che lo ha utilizzato nel suo "German Renaissance Architecture" del 1981, pur sottolineandone meno le caratteristiche regionali distintive ed evidenziandone i legami più significativi con lo sviluppo storico complessivo dell'architettura rinascimentale. In tempi più recenti, l'idea di un'identità culturale regionale, che non esisteva nel primo periodo moderno, è stata criticata in una ricerca del Weser Renaissance Museum del Castello di Brake, fondato nel 1986. Questa ricerca ha messo in evidenza i vettori del trasferimento culturale, come il business del disegno architettonico, gli architetti non locali, i costruttori pan-regionali e le esigenze obbligatorie, a livello europeo, della moda di corte.

## Storia
Il segno distintivo dell'attività edilizia aristocratica nel XVI secolo fu la trasformazione di un castello medievale, il Burg, in una residenza reale o Schloss. Inizialmente questi erano spesso costruiti con due ali, ma in seguito il cortile chiuso, con le ali unite agli angoli da imponenti torri con rampe di scale, divenne la disposizione preferita per le case dell'aristocrazia nella regione del Weser nel corso del XVI secolo, una forma di costruzione che fu presto adottata anche dai nobili minori. La caratteristica Zwerchhaus (medio-alto tedesco: twerh = "di fronte" o "laterale") con i cosiddetti frontoni welsch (cioè "italiani") era particolarmente adatta come simbolo di potere, perché su castelli come quelli di Detmold, Celle o Bückeburg, che erano circondati da alti bastioni, potevano essere visti da lontano. Oltre ai castelli a quattro lati, esistevano anche castelli a tre ali, o geometricamente completamente chiusi, come il Wewelsburg, o aperti sull'aia del castello, come a Schwöbber. Anche gli edifici a due e a una sola ala erano inclusi nel repertorio dell'architettura castellana lungo il Weser.
Questi progetti aristocratici non furono abbracciati solo dai nobili minori; anche i costruttori borghesi copiarono le nuove forme di costruzione per mostrare la loro crescente influenza sociale. I municipi, come quelli di Celle e Lemgo, furono progettati con timpani lungo i lati e talvolta rivestiti con un'intera facciata rinascimentale, come a Brema. Da Nienburg a Minden, Hameln e Höxter, Hannoversch Münden e Einbeck apparvero magnifiche case cittadine, che spesso si distinguevano per la grande porta d'accesso alla sala interna. Altre importanti caratteristiche architettoniche dello stile rinascimentale del Weser sono i timpani ornati, l'uso del bugnato, le alcove e le doppie finestre.
I costruttori di chiese erano anche desiderosi di esplorare nuovi progetti architettonici. Elevando la posizione del pulpito e collocandolo immediatamente di fronte ai banchi, l'importanza della parola parlata nell'ambito della fede cristiana era visibile anche dalla disposizione degli interni della chiesa. Anche le cappelle del castello di Celle e di Bückeburg sono chiari esempi di questa disposizione, così come le importanti chiese parrocchiali di Wolfenbüttel e Bückeburg. L'arte protestante conobbe un momento di massimo splendore nella regione del Weser sotto il principe di Schaumburg, Ernesto, che all'inizio del XVII secolo fece costruire da Adriaen de Vries il mausoleo di Stadthagen, che richiamava il Rinascimento fiorentino. Nello stesso periodo l'orafo Anton Eisenhoit creò le decorazioni d'altare per il principe vescovo cattolico Dietrich von Fürstenberg e lo scultore Heinrich Gröninger, la cui tomba monumentale si trova nella Cattedrale di Paderborn.

## Città con edifici in questo stile (Lista parziale)
- Bad Hersfeld (in Assia)
- Bad Salzuflen
- Barntrup
- Bevern
- Bielefeld
- Brakel
- Brema
- Bückeburg
- Celle
- Detmold
- Einbeck
- Hameln
- Hann. Münden
- Helmstedt
- Hessisch Oldendorf
- Höxter
- Lemgo
- Lichtenau
- Minden
- Nienburg/Weser
- Paderborn
- Rinteln
- Salzkotten
- Stadthagen
- Wolfhagen

## Elenco di edifici in questo stile (Lista parziale)
- Castello di Bevern
- Castello di Brake (Schloss Brake), a Brake, sobborgo di Lemgo (con annesso il "Weserrenaissance-Museum"[5])
- Municipio di Brema
- Castello di Bückeburg
- Facciata del Castello di Celle
- Hochzeitshaus , a Hameln
- Rattenfängerhaus, a Hameln
- Juleum, a Helmstedt
- Municipio di Hann. Münden
- Hexenbürgermeisterhaus, a Lemgo
- Schloss Neuhaus, a Paderborn
- Castello di Hämelschenburg
- Castello di Wolfsburg
- Schloss Schwöbber (Schlosshotel Muenchhausen)

## Architetti che si sono ispirati a questo stile (Lista parziale)
- Michael Clare
- Paul Francke
- Johann Robyn
- Cord Tönnies
- Jörg Unkair
- Hans Vredeman de Vries
- Eberhard Wilkening
- Hermann Wulff